# DEET
La N,N-Dietil-meta-toluamida, conocida como DEET, es el ingrediente más habitual de los repelentes de insectos. Se usa aplicándolo sobre la piel o la ropa a la hora de evitar las picaduras de artrópodos. En particular se utiliza contra las picaduras de garrapatas y mosquitos.

## Historia
El DEET fue inicialmente desarrollado por el ejército estadounidense para solucionar los problemas que tuvieron sus soldados en la jungla durante la Segunda Guerra Mundial. Aunque lo usaron desde 1946, no fue hasta 1957 cuando su uso se extendió a la población civil. Inicialmente fue pensado como un pesticida agrícola, pero fue especialmente útil durante la Guerra de Vietnam.

## Química
El DEET es, a temperatura ambiente, un líquido ligeramente amarillento. Se puede obtener a partir de ácido M-toluico (ácido m-metilbenzoico) y la dietilamina. Para ello hay que prepararlo en ácido clorhídrico y hacerlo reaccionar con la dietilamina. En vacío se puede destilar a un punto de ebullición de 111 °C.

## Efectos sobre la salud
Los fabricantes de este producto siempre advierten que no se debe aplicar sobre la piel si hay alguna herida. Además, el DEET puede irritar la piel y en algunas personas se han visto reacciones muy exageradas.
En personas que han estado expuestas de modo muy prolongado al DEET se ha visto un aumento de casos de insomnio.
Por precaución, se suele recomendar evitar su uso en niños menores de dos años. Solo si se usa en extremo puede causar daños severos en la piel, como el enrochamiento

## Efectos sobre los materiales
El DEET puede actuar como un disolvente y, por tanto, puede llegar a estropear algunos plásticos (rayon, spandex) y superficies pintadas o barnizadas.

## Efectos en el ambiente
Aunque no hay muchos estudios, al ser un pesticida es recomendable evitar que llegue a contaminar el agua. No parece que se acumule en la cadena trófica, pero causa cierto grado de toxicidad en peces de agua dulce como la  trucha arcoíris y la tilapia. De hecho, se puede acumular en los cursos de agua de forma significativa. Por ejemplo, en 1991 fueron capaces de detectarlo en el río Misisipi a niveles que iban desde los 5 hasta los 201 nanogramos por litro.